# Marco Madrigal
Marco Madrigal (San José, 3 agosto 1985) è un calciatore costaricano, portiere del Guadalupe.

## Carriera

### Club
Ha giocato nel campionato costaricano.

### Nazionale
Ha esordito in nazionale nel 2015.